# Paul Jones Fannin

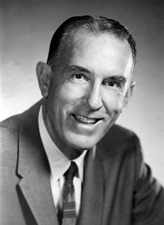
Paul Jones Fannin

Paul Jones Fannin (* 29. Januar 1907 in Ashland, Kentucky; † 13. Januar 2002 in Phoenix, Arizona) war ein US-amerikanischer Politiker, der das Amt des Gouverneurs von Arizona ausübte und diesen Bundesstaat später im US-Senat vertrat.
Fannin wurde 1907 in Ashland geboren. Im Oktober desselben Jahres zog die Familie nach Phoenix in Arizona. Fannin studierte an der University of Arizona und graduierte an der Stanford University. Danach schlug er eine berufliche Laufbahn als Geschäftsmann ein. Er war im Südwesten der Vereinigten Staaten sowie in Mexiko im Mineralölhandel tätig.
1958 wurde Fannin für die Republikanische Partei zum Gouverneur von Arizona gewählt. Er setzte sich mit 55,1 Prozent der Stimmen gegen den demokratischen Attorney General des Staates, Robert Morrison, durch und übte sein Amt nach zwei Wiederwahlen von 1959 bis 1965 aus. Im Jahr 1964 trat er nicht mehr zur Wiederwahl an, sondern kandidierte als Nachfolger von Barry Goldwater für den US-Senat. Fannin besiegte den Demokraten Roy Elson mit einem Stimmenanteil von 51,4 Prozent und vertrat Arizona daraufhin vom 3. Januar 1965 bis zum 3. Januar 1977 im Kongress. Er starb am 13. Januar 2002 in Phoenix an einem Schlaganfall.

## Biographie
- Scribner Encyclopedia of American Lives. U.S. Congress.
- Tributes to the Honorable Paul J. Fannin of Arizona. 94th Cong., 2d sess., 1976.
- Washington: Government Printing Office, 1976.